# Cantón Santa María
Cantón Santa María är en ort i Mexiko.   Den ligger i kommunen Tapachula och delstaten Chiapas, i den sydöstra delen av landet, 900 km sydost om huvudstaden Mexico City. Cantón Santa María ligger 230 meter över havet och antalet invånare är 221.
Terrängen runt Cantón Santa María är platt åt sydväst, men åt nordost är den kuperad. Runt Cantón Santa María är det tätbefolkat, med 286 invånare per kvadratkilometer. Närmaste större samhälle är Tapachula, 7,7 km sydost om Cantón Santa María. I omgivningarna runt Cantón Santa María växer huvudsakligen savannskog.